# Emil Albert Friedberg
Emil Albert Friedberg (22. december 1837 i Konitz – 7. september 1910 i Leipzig) var en tysk retslærd, brodersøn til Heinrich von Friedberg.
Friedberg blev 1861 Dr. jur., 1862 privatdocent i Berlin, 1865 ekstraordinær professor i Halle a. S., 1868 ordentlig professor i Freiburg i. B., 1869 i Leipzig. Som kirkeretslærer arbejdede Friedberg videre i de af Aemilius Ludwig Richter angivne retninger, hans omfattende og betydningsfulde forfattervirksomhed bærer vidnesbyrd om en overordentlig viden, skarp tænkning og ubønhørlig logik. På udformningen af og tendensen i halvfjerdsernes kirke- og ægteskabslovgivning i Preussen og i det tyske rige udøvede Friedbergs skrifter synlig indflydelse; han vilde ikke knuse kirken, benægtede, at staten er beføjet dertil, han ville kun gøre kirken uskadelig for staten. 
Af Friedbergs historiske og dogmatiske arbejder skal fremhæves Das Recht der Eheschliessung in seiner geschichtlichen Entwicklung (1865), Die Gränzen zwischen Staat und Kirche und die Garantien gegen deren Verletzung (I—III, 1872) og andre; karakteristisk for hans kirkepolitiske anskuelser er hans "åbne brev" til biskop von Ketteler Die preussischen Gesetzentwürfe über die Stellung der Kirche zum Staat (1873), Johannes Baptista Baltzer (1873), Der Staat und die Bischofswahlen in Deutschland. Das neunzehnte Jahrhundert (1878), Ein neues Gesetzbuch für die katholische Kirche (I—II, 1907) og flere andre. 
Af stor historisk og praktisk værd er Friedbergs Sammlungen der Aktenstücke zum ersten vaticanischen Concile mit eiriem Grundrisse der Geschichte desselben (1871—76), Die geltenden Verfassungs-Gesetze der evangelischen deutschen Landeskirchen (1885, med supplementbind I 1888, II 1890, III 1892, IV 1904) og Das geltende Verfassungsrecht der evangelischen Landeskirchen in Deutschland und Österreich (1888). Sammen med Richard Dove udgav Friedberg 1864—92 "Zeitschrift für Kirchenrecht", 1892 til sin død med Emil Sehling dets afløser "Deutsche Zeitschrift für Kirchenrecht".
Friedbergs berømte Corpus Juris canonici (I—II, 1879 og 1881) lader alle andre tidligere udgaver langt tilbage for sig; i frbindelse hermed kan nævnes: Compilationes quinque antiquæ nec non collectio canonum Lipsiensis (1882), Die Collectio canonum Cantabrigiensis (1896) og Die Canones-Sammlungen zwischen Gratian und Bernhard von Pavia (1897). Hans Lehrbuch des katholischen und evangelischen Kirchenrechts (1879, 6. udgave 1909) beherskede absolut det kirkeretlige marked. Mod Sohms Das Recht der Eheschliessung (1875) tog Friedberg til Genmæle i Verlobung und Trauung (1876). 
Også som handelsretslærer var Friedberg virksom. Meget benyttet var hans Die Handelsgesetzgebung des deutschen Reiches (10. oplag ved Otto Schreiber 1914) og hans og Ludvig Beers Formelbuch für Handels-, Wechsel-und Seerecht (2. oplag 1901). Et betydningsfuldt litterært enklave opdyrkede Friedberg ved fortræffelige litteraturhistoriske arbejder, således Das Collegium juridicum (1882), »Otto Stobbe« (1887), Hundert Jahre aus dem Doctorbuche der Leipziger Juristenfacultät 1600—1700 (1887), Die Universität Leipzig in Vergangenheit und Gegenwart (1898) og festskriftet Die Leipziger Juristenfacultät, ihre Doktoren und ihr Heim 1409—1909 (1909).